# Marta Gallén Peris
Marta Gallén Peris (n. Castellón de la Plana, Comunidad Valenciana, España, 19 de diciembre de 1964) es una política y graduada social española. Actualmente es Presidente del PPCV en el Grao de Castellón y desde junio de 2015 es diputada en las Cortes Valencianas.

## Biografía
Nacida en la ciudad de Castellón de la Plana, el día 19 de diciembre de 1964.
Ella es Diplomada en Graduado social. Durante varios años ha estado trabajado como gerente de la empresa "Efectos navales gallen-guzmán", situada en el Puerto de Burriana.
Dentro del mundo de la política, es militante del Partido Popular de la Comunidad Valenciana (PPCV).
Primeramente en las Elecciones municipales de España de 2003 fue elegida como Concejala de Deportes, Igualdad y Juventud del Ayuntamiento de Castellón de la Plana.
Posteriormente en las siguientes Elecciones Municipales de 2007 fue elegida como Primera Teniente de Alcalde del distrito Grao de Castellón y en las Elecciones de 2011 pasó a ser la Vicealcaldesa de Castellón.
En las Elecciones Autonómicas de 2015, se presentó en la lista popular por la Circunscripción electoral de Castellón, resultando ser elegida como diputada en las Cortes Valencianas.
Tomó posesión oficial de su escaño el día 13 de junio de ese año y actualmente dentro de esta cámara, está ejerciendo de miembro de las Comisiones Parlamentarias de Educación y Cultura, de Sanidad y Consumo y de Derechos Humanos. Además ha día de hoy es Presidenta Local de su partido en el Grao de Castellón.